# Nola perfusca
Nola perfusca är en fjärilsart som beskrevs av George Francis Hampson 1911. Nola perfusca ingår i släktet Nola och familjen trågspinnare. Inga underarter finns listade i Catalogue of Life.